# Keams Canyon (Arizona)
Keams Canyon es un lugar designado por el censo ubicado en el condado de Navajo en el estado estadounidense de Arizona. En el Censo de 2010 tenía una población de 304 habitantes y una densidad poblacional de 7,05 personas por km².

## Geografía
Keams Canyon se encuentra ubicado en las coordenadas 35°49′1″N 110°11′0″O / 35.81694, -110.18333. Según la Oficina del Censo de los Estados Unidos, Keams Canyon tiene una superficie total de 43.12 km², de la cual 43.07 km² corresponden a tierra firme y (0.11%) 0.05 km² es agua.

## Demografía
Según el censo de 2010, había 304 personas residiendo en Keams Canyon. La densidad de población era de 7,05 hab./km². De los 304 habitantes, Keams Canyon estaba compuesto por el 7.89% blancos, el 0.33% eran afroamericanos, el 88.82% eran amerindios, el 0.33% eran asiáticos, el 0% eran isleños del Pacífico, el 0% eran de otras razas y el 2.63% pertenecían a dos o más razas. Del total de la población el 3.62% eran hispanos o latinos de cualquier raza.